# Брент Джет
Брент Уорд Джет (на английски: Brent Ward Jett) е американски астронавт, участник в четири космически полета.

## Образование
Брент Джет завършва колежа Northeast High School в Оклънд парк, окръг Брауърд, Флорида през 1976 г. През 1981 г. завършва Военноморската академия на САЩ, Анаполис, Мериленд с бакалавърска степен по аерокосмическо инженерство. През 1989 г. става магистър по аерокосмическо инженерство в Института за следдипломна квалификация на USN, Монтерей, Калифорния.

## Военна кариера
Брент Джет постъпва на активна военна служба през 1981 г. През март 1983 г. става пилот на F-14 Томкет. Зачислен е в бойна ескадрила 74 (VF-74) на самолетоносача USS Saratoga (CV-60). Плава в Индийския океан и Средиземно море. През юни 1990 г. е проектен тест пилоти на последната версия на изтребителя F-14. През септември 1991 г. се връща на оперативна служба на самолетоносача USS Saratoga (CV-60). В кариерата си има повече от 4000 полетни часа на 30 различни типа самолети и 450 кацания на палубата на самолетоносач.

## Служба в НАСА
Брент Джет е избран за астронавт от НАСА на 31 март 1992 г., Астронавтска група №14. Той е взел участие в четири космически полета.

### Полети
| Космически полети на Брент Уорд Джет                     | Космически полети на Брент Уорд Джет | Космически полети на Брент Уорд Джет | Космически полети на Брент Уорд Джет | Космически полети на Брент Уорд Джет | Космически полети на Брент Уорд Джет | Космически полети на Брент Уорд Джет |
| №                                                        | Дата                                 | КК                                   | Емблема на мисията                   | Функции                              | Продължителност                      |                                      |
| -------------------------------------------------------- | ------------------------------------ | ------------------------------------ | ------------------------------------ | ------------------------------------ | ------------------------------------ | ------------------------------------ |
| 1                                                        | 11 януари 1996                       | „Индевър“, мисия STS-72              |                                      | Пилот                                | 8 денонощия 22 часа 01 мин. 47 сек.  |                                      |
| 2                                                        | 12 януари 1997                       | „Атлантис“, мисия STS-81             |                                      | Пилот                                | 10 денонощия 04 часа 56 мин. 30 сек. |                                      |
| 3                                                        | 30 ноември 2000                      | „Индевър“, мисия STS-97              |                                      | Командир                             | 10 денонощия 19 часа 58 мин. 20 сек. |                                      |
| 4                                                        | 9 септември 2006                     | „Атлантис“, мисия STS-115            |                                      | Командир                             | 11 денонощия 19 часа 06 мин. 35 сек. |                                      |
| Сумарно време в космоса – 41 денонощия 18 часа 01 минута |                                      |                                      |                                      |                                      |                                      |                                      |

### Административна дейност
- От юни 1997 до февруари 1998 г. Брент Джет е директор на полетните операции от страна на НАСА в Звездното градче край Москва, Русия.
- През юли 2007 г. напуска USN и от ноември същата година е назначен за директор на екипажите в полетните операции на НАСА, длъжност която изпълнява.

## Награди
- Медал за отлична служба;
- Летателен кръст за заслуги;
- Медал за похвална служба;
- Медал за похвала на USN;
- Медал на НАСА за изключителни заслуги;
- Медал на НАСА за участие в космически полет (3).